# كين سيمبسون
كين سيمبسون (بالإنجليزية: Ken Simpson)‏ هو عالم طيور أسترالي، ولد في 1938، وتوفي في 9 يوليو 2014.